# 严夫人
严夫人（?—?），中國五代十国之南汉开国國王刘隐的夫人。
生平不详，只知道她是刘隐的正妻，896年生有一女劉華。刘隐的弟弟刘岩在917年登上皇位后，追尊刘隐为皇帝，但没有尊嫂嫂为皇后。女儿劉華则受封为清远公主，嫁给了闽王王審知的儿子王延钧，即明惠夫人。王延鈞做皇帝後，尊妻子为明惠皇后。